# پرواز شماره ۷۵۵۲ هواپیمایی چاینا جنرال
پرواز شماره ۷۵۵۲ هواپیمایی چاینا جنرال(به انگلیسی: China General Aviation Flight 7552) یک پرواز از نانجینگ به مقصد شیامن بود که با ۱۱۶ مسافر و ۱۰ خدمه بودند، در تاریخ ۳۱ ژوئیه ۱۹۹۲ دچار سانحه شد و ۱۰۸ نفر جان باختند .